# 少女教育
《少女教育》是狸軟件（たぬきそふと）在2014年2月28日發售的戀愛冒險類型成人遊戲，當中由野野原幹負責原畫，華南戀、伊舞新共同擔當編劇。
《少女教育》擁有多條劇情分支路線，每條路線皆有一系列預先設定的場景和人物互動。其主要聚焦於四名女主角稻垣紗衣、戶井玲野花子、白石那奈、雛田麻未跟玩家角色的互動，並重點刻畫了角色之間的性行為。整個故事以白石陽一的視角作切入點。他是個剛轉任另一間學園的中年男教師。
mary jane先後在2015年和2019年推出本作的改編OVA。除此之外，官方亦推出了設定原畫集、漫畫、廣播劇CD、週邊產品。

## 遊戲系統

《少女教育》的遊玩介面，圖中男主角白石陽一正在跟女主角戶井玲野花子對話。

《少女教育》採取戀愛冒險的遊玩方式，玩家所扮演的是本作的男主角白石陽一。基本上玩家在遊玩的時候都需閱覽螢幕上所顯示的文本，用以了解故事情節和人物之間的對話。該些文字會與人物拼合圖和背景一同出現，用以表示白石在跟誰對話。玩家會在故事中遇見代替背景和人物拼合圖的CG。《少女教育》擁有多條劇情分支路線，每條路線的結局皆有所不同。玩家的選擇最終會影響進入哪條路線，從而影響結局。
本作角色之間的關係亦帶有一定性意味。有關場景包括口交、腳交、性交。玩家在某些預設的段落中須選擇行為選項，對話框的下一段文本在做出選擇前並不能夠顯示。玩家必須反覆載入選項頁面並選擇不同的選項，才能夠觀覽存於不同路線的劇情。《少女教育》擁有幾個不同的結局，其中包括後宮結局。

## 故事
男主角白石陽一是個剛轉任至另一間學園的中年男教師。他在該間學園上課期間看到一名不在出席名單之上的少女——戶井玲野花子。他因為這名少女的惡作劇舉動而受到女主角雛田麻未等人的誤會。他及後以各種手段來讓誤會他的女主角看到花子，最終解開誤會。女主角們則因着是次事件而互相認識了對方。接下來故事以他們四人一怪所體會的校園生活為主軸。她們在體會校園生活的同時漸漸對陽一產生好感，繼令整部作品發展出各種各樣的師生戀關係。

## 角色
白石陽一（OVA聲優：上夫甲辛、夏村伊介（RE版）））
中年男教師。因為受少子化影響而轉到故事發生的學園任教。
稻垣紗衣（聲優：美咲桃子）
校內的優等生。因為不擅言詞和害羞而經常帶給人冰山美人的感覺。
戶井玲野花子（聲優：姫川あいり）
廁所的神明。作中把她設定成都市傳說廁所裡的花子的主角。
白石那奈（聲優：西乃ころね）
主人公的妹妹。跟主人公沒見多年後與之再會。患有中二病。
雛田麻未（聲優：陽茉莉）
平凡無奇的女學生，主人公負責的攝影部新成員。

## 開發
《少女教育》是狸軟件的的第6部作品。在發行本作之前，它曾推出《少交女》、《微少女》等蘿莉題材作品。曾於上述作品負責原畫的野野原幹，再度在《少女教育》中負責上述項目。野野原在為《少女教育》作畫時，考慮到了此前消費者的喜好，而特意把角色畫得年幼一點，並把女主角們設定成「雖已踏入青春期，並擁有『女性』的自覺，但還是在某處保有兒童的樣子」。他亦對麻未在作中後期把頭髮紥成雙馬尾的樣子表示好評。華南戀和伊舞新共同擔當了本作的編劇。

## 發行
狸軟件於2014年2月18日在其官網上發佈了本作的免費試玩版，予供公眾下載試玩。正式版原定在1月31日開售，不過其後延期至2月28日。它其後在2月28日發售PC正式版的遊戲光碟，同時兼容Windows XP/Vista/7/8。預訂版則會附送像設定原畫集、角色贴纸、抱枕套、廣播劇CD般的贈品。2017年11月17日，FANZA推出了遊戲的完整付費下載版，同時兼容Windows 7/8.1/10。

## 相關產品

### OVA
mary jane（メリー・ジェーン）在2015年5月1日和7月3日分別發售《少女教育》的2集改編成人動畫OVA。每集時長約20分鐘。第1集以稻垣紗衣為封面，第2集的封面角色則為雛田麻未，2集的主角與封面相符。其內容以男主角白石陽一跟稻垣紗衣或雛田麻未在各種情境下發生性行為為主軸。白石那奈並不在這兩部OVA中登場，花子則略有亮相。上夫甲辛在這兩作中為男主角白石陽一配音。FANZA在2016年5月27日和11月4日推出這兩部作品的下載版。
各集列表
| 集數 | 副標題     | 發售日       |
| ---- | ---------- | ------------ |
| 1    | 稲垣紗衣編 | 2015年5月1日 |
| 2    | 雛田麻未編 | 2015年7月3日 |

mary jane亦在2019年7月5日和9月6日推出2集成人動畫OVA《少女教育 RE》，第1集同樣以稻垣紗衣為封面，第2集的封面角色則為白石那奈，2集的主角同樣與封面相符。男主角陽一在此兩作則改由夏村伊介配音。
各集列表
| 集數 | 副標題 | 發售日       |
| ---- | ------ | ------------ |
| 1    |        | 2019年7月5日 |
| 2    |        | 2019年9月6日 |

### 設定原畫集
預訂版會附送官方設定原畫集，其收錄了人物草稿、原畫插圖等等。其實際大小為B5。

### 漫畫
TMEプラス出版社在2017年8月4日推出《少女教育》的改編漫畫，全作共有2話。

### 廣播劇CD
預訂版會附送以其中一名女主角為主題的廣播劇CD（全數4枚）。附送廣播劇CD的預訂版在Sofmap、trader、Getchuya、友都八喜、Comic虎之穴這些平台上販賣。

### 其他
《TECH GIAN》在2014年6月號收錄了由野野原幹繪製的插畫，他在當中繪製了《少女教育》的角色。野野原的畫集《Lollipop Girls》則收錄了《少女教育》的CG和追加場景。此外，在《TECH GIAN》舉辦的抽獎活動中，亦有獎品以《少女教育》為主題。

## 評價

### 作品銷售
《少女教育》在日本美少女遊戲暨動漫相關商品銷售網站Getchu屋的2014年2月最暢銷視覺小說遊戲排行榜上排行第2位，6月時亦躋身於排行榜的28位，並在2014年上半年度銷售量排名中排第17位。到了2014年全年銷售量排行榜時則排在第28位。

### 投票記錄
在Getchu屋上，《少女教育》亦被票選為2014年2月第10佳的視覺小說遊戲。

## 備註
1. ↑  重複發行的HD版不計算在內

## 外部連結
- 官方網站 （页面存档备份，存于）（日語）